# Джадид, Абдерраззак
Абдерраззак Джадид (араб. جديد عبدالرزاق‎, род. 1 июня 1983, Фких-Бен-Салах) — марокканский футболист, игравший на позиции полузащитника. Почти всю карьеру провёл в клубах Италии.

## Карьера

### «Брешия» и аренды
Джадид, родившийся в Марокко, в возрасте пяти лет переехал в Италию вместе со всей семьей, в очень юном возрасте попал в систему футбольных лиг Италии, выступая за юниоров клуба «Брешия». В 2001 году он ушел в аренду в «Лумедзане» и совершил там дебют в профессиональном футболе, а 15 сентября 2002 года он совершил дебют в Серии А, сыграв там против «Пьячензы», заменив Маркуса Шоппа. За три сезона он сыграл в Серии А 12 матчей, затем несколько раз уходив в аренду в «Пизу» и «Пескару» в 2005-м и в «Бари» в 2008-м.

### «Салернитана»
В 2009 году он разорвал контракт с «Брешией» и пришел на сезон в клуб «Салернитана». Джадид неплохо сыграл в своем первом матче против «Кротоне», закончившийся победой 4:1. Джадид сыграл 20 матчей и забил гол, но не спас «Салернитану» от вылета.

### «Парма» и аренда в «Эйпен»
В 2010 году он пополнил состав «Пармы Кальчо», но моментально был снова отдан аренду — в клуб Про-Лиги Бельгии «Эйпен». Сезон 2010/11 оказался единственным, когда Джадид играл вне футбольных лиг Италии. По итогам сезона команда проиграла стыковые матчи и выбыла в лигу ниже. В 2011 году он наконец-то снова сыграл в Серии А за «Парму», но не забил голов за 10 матчей.

### «Гроссето»
31 января 2012 года он был арендован из «Пармы» командой «Гроссето», и в начале следующего сезона контракт был выкуплен. Суммарно он проел за «Гроссето» 24 матча и забил гол.

### «Виченза» и другие клубы Серии B и C
Затем в карьере Абдельраззака были «Виченза», «Кремонезе» и «Виртус Энтелла».
В 2017 году «Сантарканджело» стал его последним профессиональным клубом в карьере. Он отыграл там единственный сезон.

### Любительские клубы
С тех пор Абдерраззак Джадид играл в любительских клубах Серии D «Реззатто» и «Калвина Спорт».

## Личная жизнь
Джадид — строгий мусульманин, но признается, что соблюдает пост и Рамадан только в свободное от футбола время.
Джадид — травматичный игрок и часто получает повреждения на поле.